# Surö bokskog

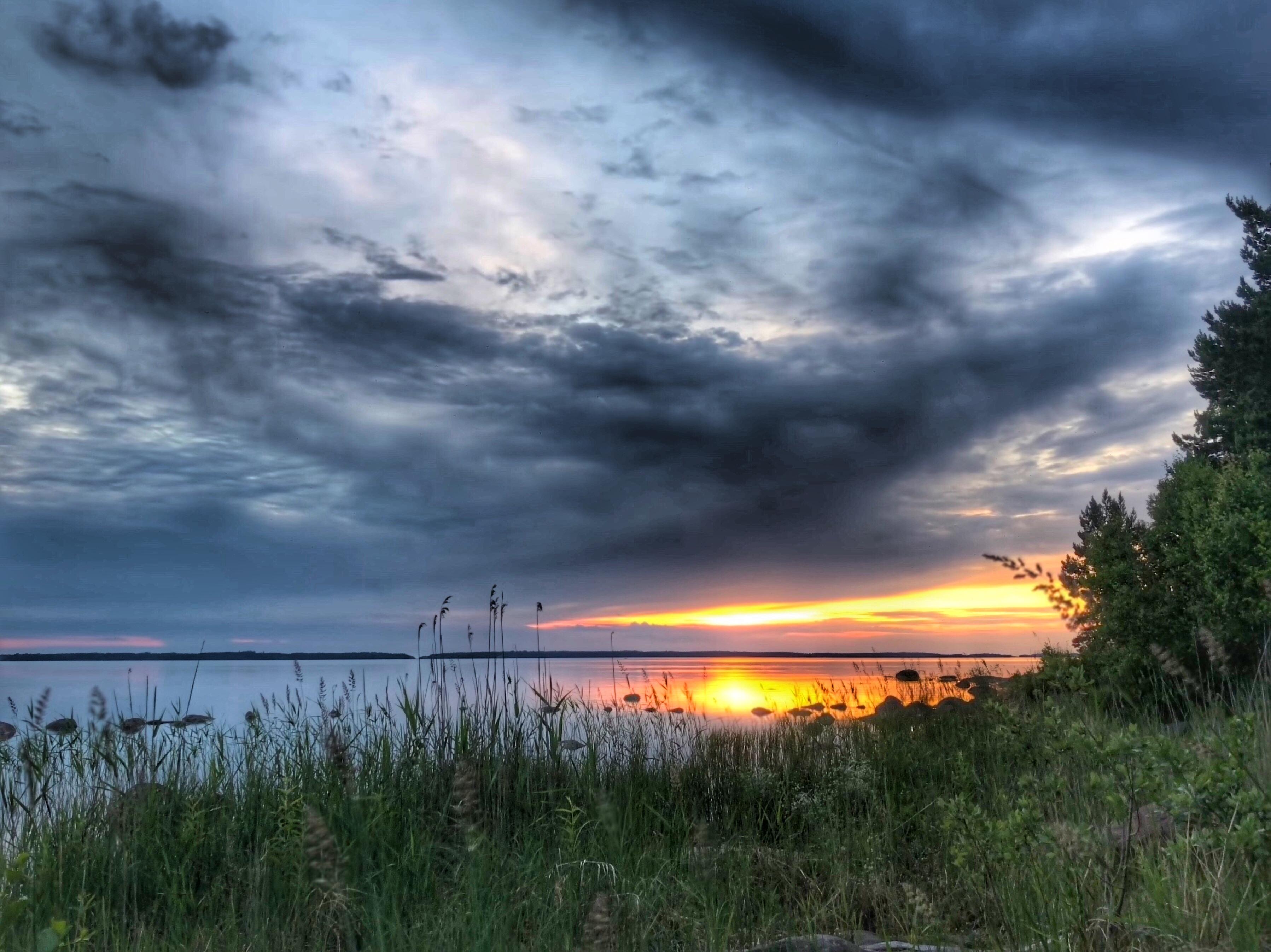
Solnedgång vid Surö bokskog.

Surö bokskog är ett naturreservat och ett Natura 2000-område i Mariestads kommun, nära Sjötorp. Det ligger vid Vänern och omfattar även ön Kiholmen.
Reservatet inrättades 1981 och har en yta på 21 ha.